# Леон Вичулковський
Леон Ян Вичулковський (пол. Leon Jan Wyczółkowski; 11 квітня 1852, Гута М'ястковська, Мазовецьке воєводство, Польща — 27 грудня 1936, Варшава, Польща) — видатний маля́р, гравер, художник з епохи польської культури Молода Польща, представник реалізму та імпресіонізму в маля́рстві.

## Біографія
Малярську освіту почав здобувати у Варшавській школі малювання. Його вчителями були Антоній Камінський, Рафаїл Гадзевич та Войцех Ґерсон. Тоді тематикою робіт Вичулковського були переважно академічні, історичні та релігійні сцени. З 1875 року він протягом наступних двох років продовжив навчання у Мюнхенській академії мистецтв у студії Олександра Вагнера (1838—1919). Потім у 1877—1879 роках у майстерні Яна Матейка в Академії витончених мистецтв у Кракові. В цей час намалював багато портретів на замовлення.

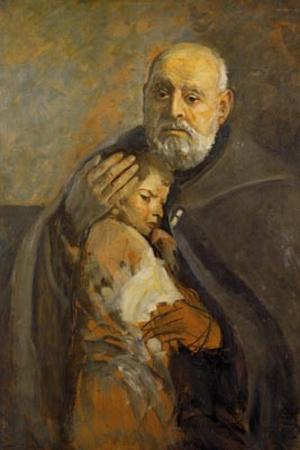
Портрет святого.
Брат Альберт. 1934

1878 року поїхав до Парижу, де побачив твори Клода Моне та познайомився з імпресіонізмом. 1880 року мешкав у Львові, де познайомився з художником Адамом Хмельовським — католицьким святим Братом Альбертом. Повернувшись до Варшави остаточно вирішив відійти від академізму.
Переломним у житті художника став 1883 рік, коли Вичулковський потрапив до України, де прожив 10 років. 1887 року він жив на Поділлі у маєтку Глибоцьких, потім кілька років у селі в двоюрідного брата, у Березані у Підгорських і Білій Церкві у Браницьких.

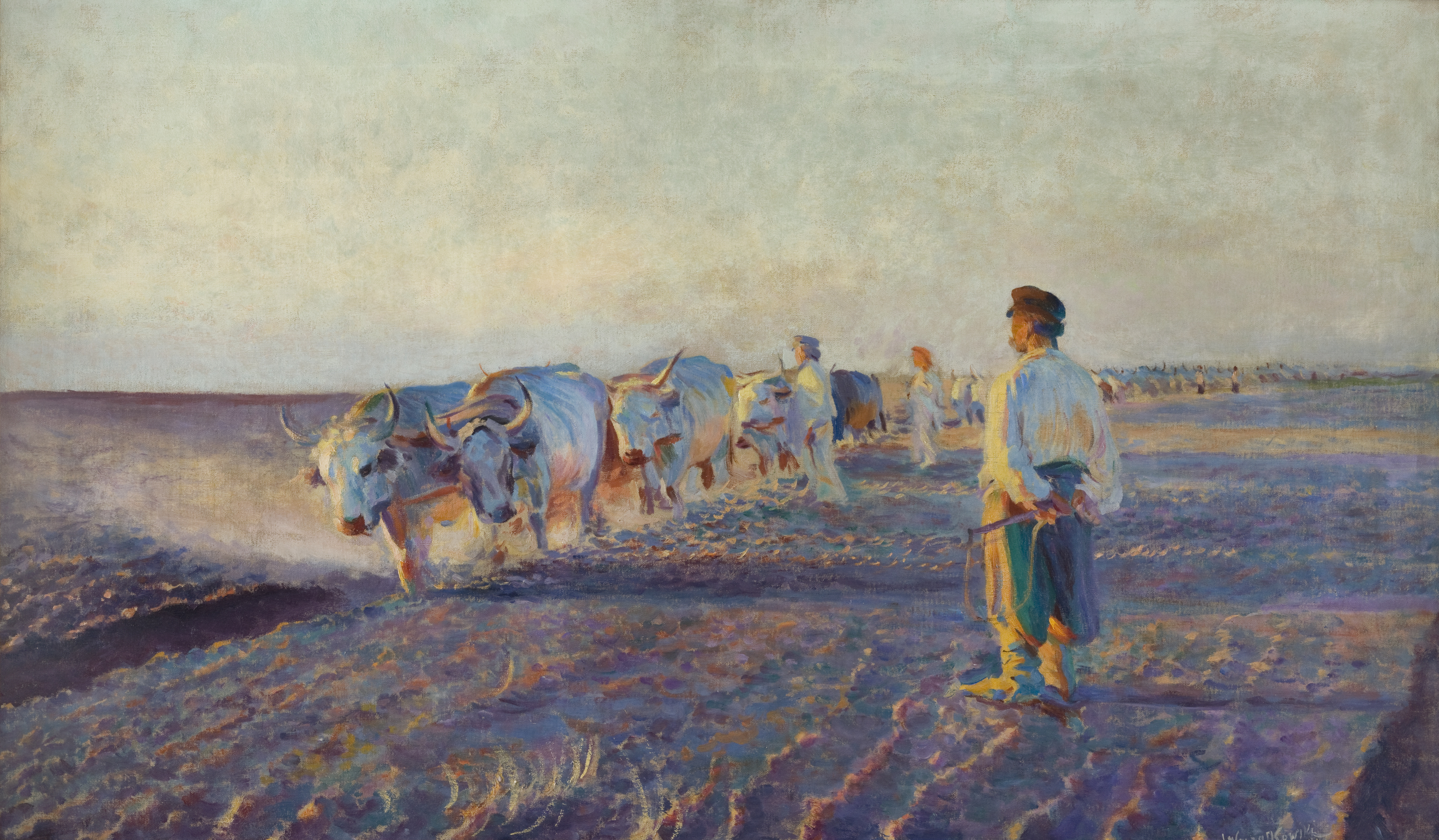
Оранка в Україні. 1892

Під впливом української природи Вичулковський скинув з себе вплив академізму і перейшов до пленеризму, і як він сам казав «оновився» («odnowił się»).

| Україна чудова. (...) надзвичайно барвиста країна, скам'яніле море. (...) Степ, чари. Магнетизує нескінченний простір. (...) Вночі я виїжджав у степ і до ранку не міг насититися. Я не міг збайдужіти до краси природи.[4] — Леон Вичулковський |

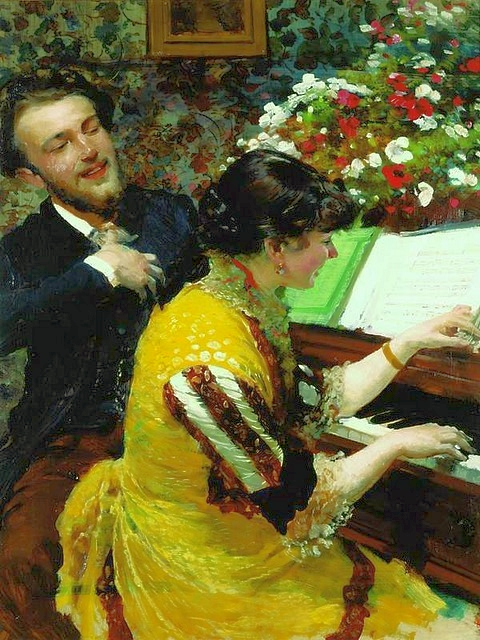
Я бачив раз — сцена біля фортепіано. 1884

Перебуваючи в Україні Вичулковський малював рибалок і селян, жанрові сцени копання буряків, оранки. Роботи цього періоду наповнені світлом і барвистими кольорами, він був близький до імпресіонізму. У 1890 році у Варшаві художник виставив свої картини, створені в Україні і їх високо оцінила польська публіка.
У 1895 році він повернувся до Кракова, де до 1911 викладав у Краківській академії мистецтв. 1899 року був призначений професором. В цей час часто їздив в Татри, де малював гори, пейзажі. 1897 року став одним з засновників Товариства польських художників «Штука», яке представляло польське мистецтво в рамках міжнародного виставкового руху. 1909 року його обрали ректором Академії мистецтв у Кракові, а коли у 1911 році захворів — вийшов на відпочинок.

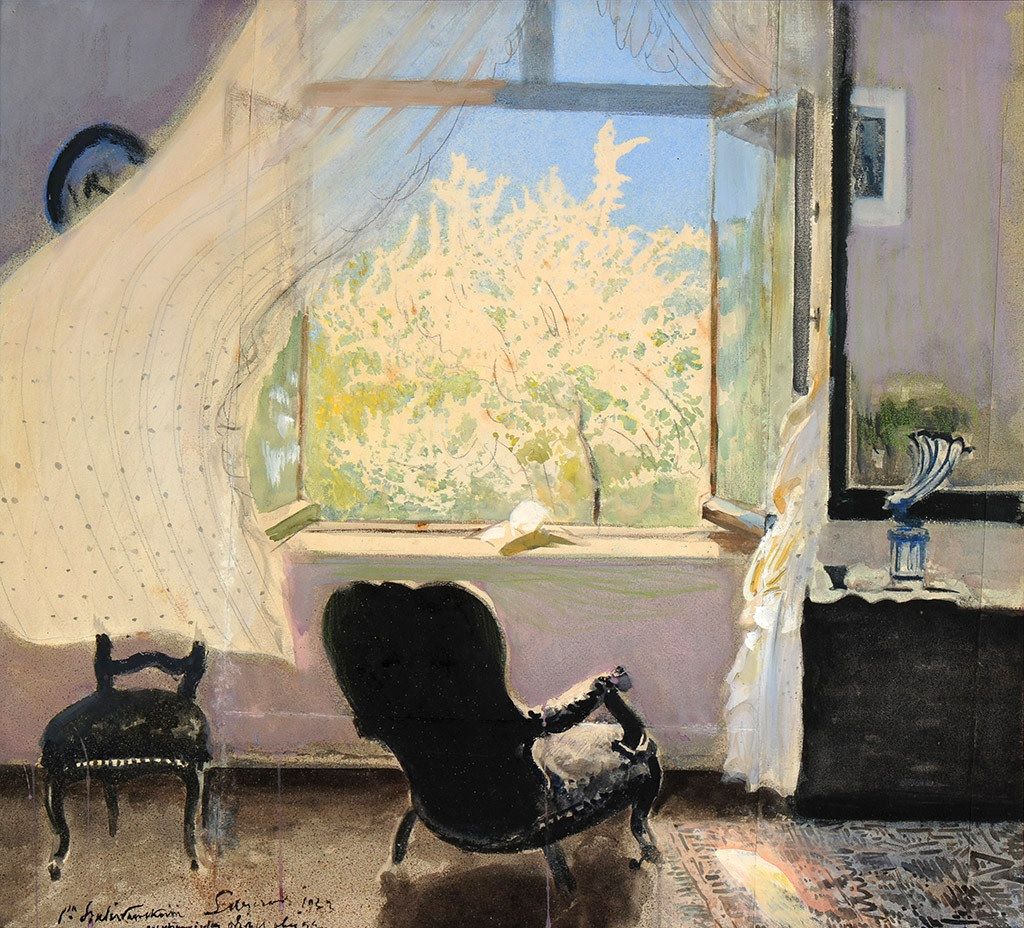
Весна. 1933

Подорожував Європою: в 1890 був у Італії, в 1905 побував у Іспанії, в 1915 подорожував по Англії, Шотландії та Голландії. Замальовував архітектурні споруди та історичні пам'ятки, романтичні пейзажі, малював портрети, квіти, історичні артефакти, предмети. Спочатку був під впливом символізму, а потім він повернувся до конкретного кольоризму. Після 1918 року зацікавився графікою та різьбою.
У 1934—1936 роках був професором Варшавської академії. Помер 27 грудня 1936 року в 84-річному віці у Варшаві. Похований у селі Втельно біля повітового міста Бидгощ на півночі Польщі.

## Особисте життя
Леон Вичулковський був одружений у 1915 році з Францішкою з Панків. Дітей вони не мали.

## Найважливіші роботи

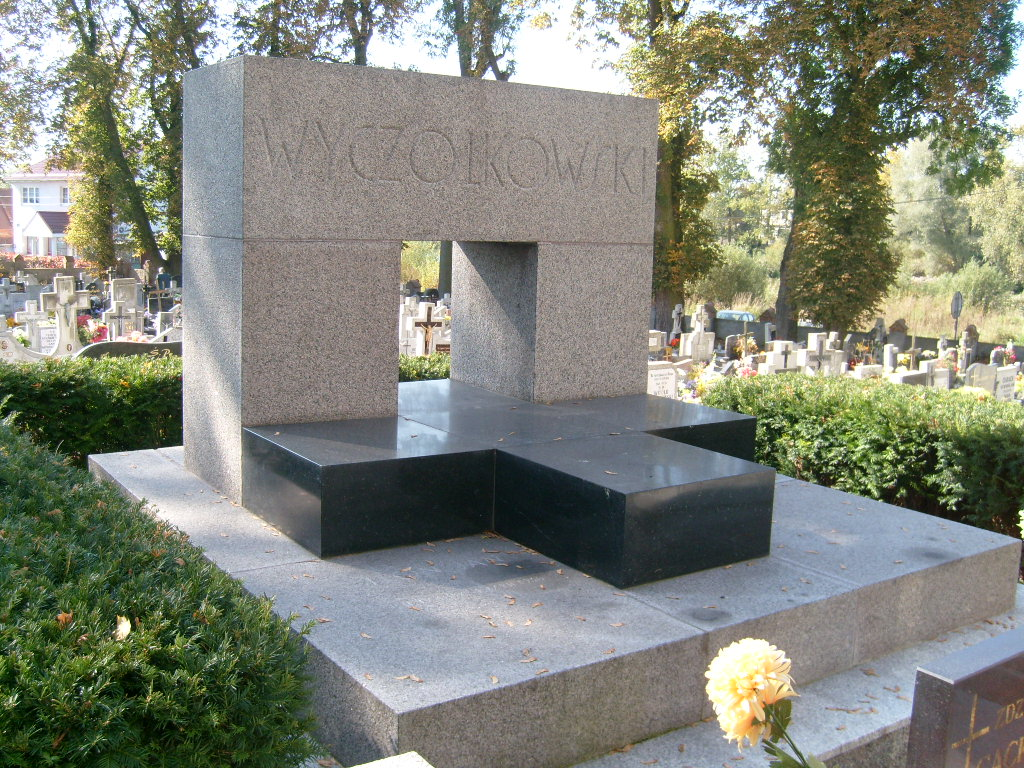
Могила Леона Вичулковського
у с. Втельні. 2007

- Я бачив раз — сцена біля фортепіано (1884)
- Рибалки, що бредуть по воді (1891)
- Оранка в Україні (1892)
- Гра в крикет (1895)
- Автопортрет (1902)
- Воли (1903)
- Копання буряків (1903)
- Лицар серед квітів (1907)
- Весна — інтер'єр майстерні художника (1933)

## Вшанування пам'яті
- На знак пошани до художника його ім'ям названо найстаріший заповідник у Польщі — Резерват тиші старопольської ім. Леона Вичулковського, який розміщений на південно-східній околиці Тухольських борів за 50 км від Бидгоща.
- Іменем хужожника у 1946 році було названо Окружний музей ім. Леона Вичулковського в Бидгощі[pl]. В музеї є цілий відділ, що має колекцію з більше ніж 700 творів художника.[7]
- Для вшанування пам'яті Леона Вичулковського Національний банк Польщі 5 грудня 2007 року ввів в обіг дві монети з номіналами 2 та 20 злотих присвячені художникові.[8][9]
- У 2009 році в будинку Леона Вичулковського на Млинарському острові в Бидгощі, де він проживав у міжвоєнний період, влаштували музей з роботами художника.

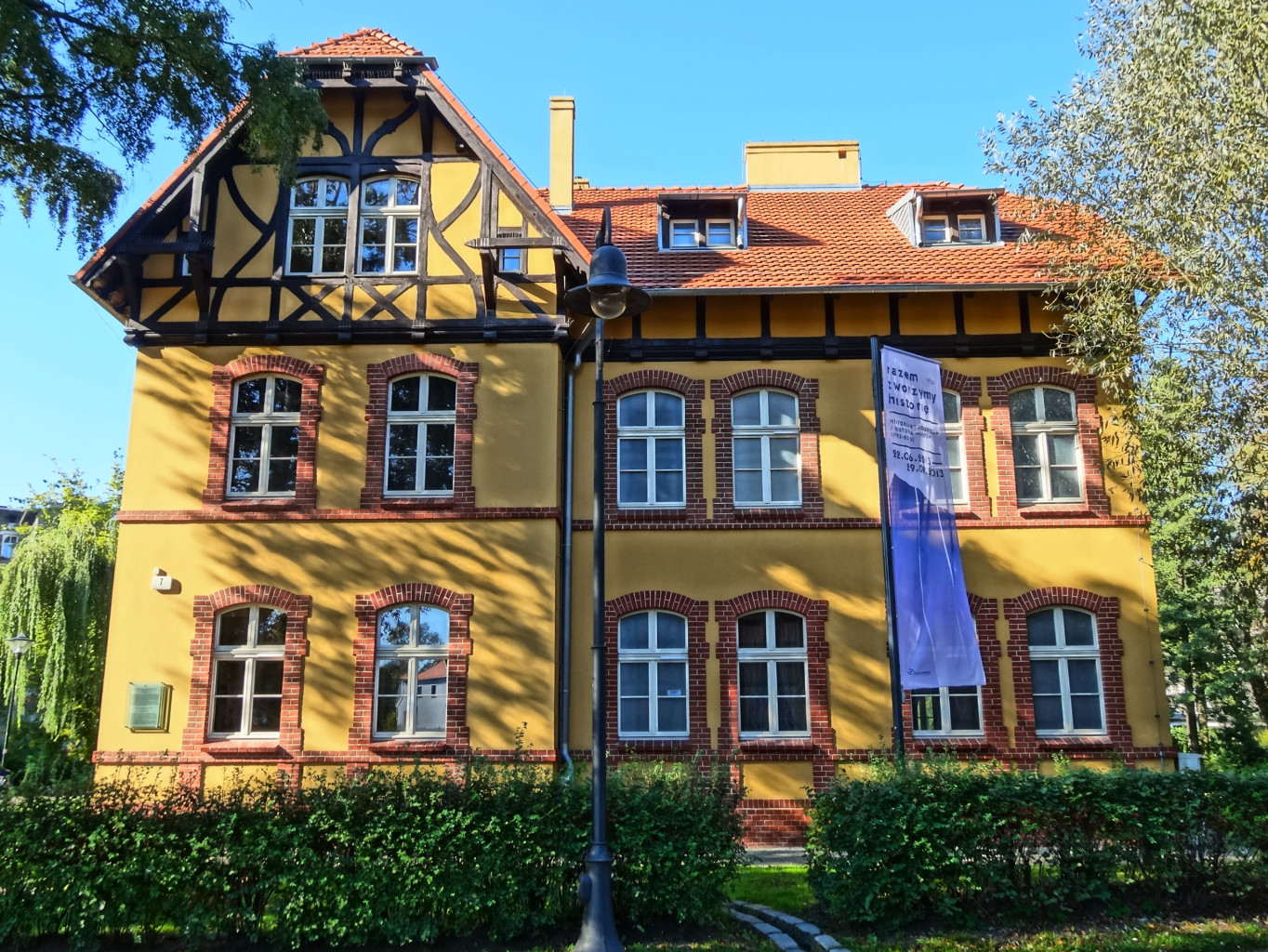
Будинок Вичулковського
у Би́дгощі. Тепер музей. 2013